# Legionella steigerwaltii
Espèce
Legionella steigerwaltii est une espèce de bactéries gram-négatives de la famille des Legionellaceae.

## Description
Les bactéries de l'espèce Legionella steigerwaltii sont des bacilles gram-négatifs. Elles sont mobiles par l'intermédiaire d'un flagelle. Elles sont négatives aux tests oxydase et d'hydrolyse de l'hippurate.
Elle fait partie du groupe de Legionella émettant une fluorescence bleue lorsque les colonies sont éclairées par une lumière UV à 366 nm.

## Taxonomie
Le nom correct complet (avec auteur) de ce taxon est Legionella steigerwaltii Brenner et al. 1985.

### Étymologie
Le nom donné à cette espèce provient du nom du chercheur qui a effectué les expérimentations définitives pour classer les 22 premières espèces de Legionella. Elle est la suivante : stei.ger.walt’i.i. N.L. gen. masc. n. steigerwaltii, de Steigerwalt, en l'honneur du chercheur Arnold G. Steigerwalt.